# Медераш (комуна, Муреш)
Медераш (рум. Mădăraș) — комуна у повіті Муреш в Румунії. До складу комуни входить єдине село Медераш.
Комуна розташована на відстані 273 км на північний захід від Бухареста, 11 км на північний захід від Тиргу-Муреша, 66 км на схід від Клуж-Напоки, 139 км на північний захід від Брашова.

## Населення
У 2009 році у комуні проживали 1256 осіб.

## Зовнішні посилання
- Дані про комуну Медераш на сайті Ghidul Primăriilor